# 薛播
薛 播（せつ は、生年不詳 - 787年）は、唐代の官僚。本貫は河中府宝鼎県。

## 経歴
什邡県令の薛元暉の子として生まれた。早くして父を失い、伯父の薛元曖の妻の林氏（林洋の妹）に経書や史書を学び、文章を作るのを得意とした。天宝年間、進士に及第し、校書郎に任じられた。万年県丞・武功県令・殿中侍御史・刑部員外郎・万年県令を歴任した。温厚聡明で、人づきあいをよくしたので、李棲筠・常袞・崔祐甫らがかれを引きたてて抜擢した。崔祐甫が輔政にあたると、薛播は中書舎人に任用された。汝州刺史として出向し、公務中の事件により泉州刺史に左遷された。ほどなく晋州刺史に任じられた。河南尹をつとめた。入朝して尚書左丞となり、礼部侍郎に転じた。貞元3年（787年）、病のため死去した。礼部尚書の位を追贈された。
子に薛公達があった。

## 伝記資料
- 『旧唐書』巻146 列伝第96
- 『新唐書』巻159 列伝第84